# Osenoveț, Șumen
Osenoveț (în bulgară Осеновец) este un sat în comuna Veneț, regiunea Șumen,  Bulgaria. 

## Demografie
Componența etnică a satului Osenoveț
     Bulgari (3,24%)
     Turci (82,79%)
     Nicio identificare (13,96%)
     Altele (0%)
La recensământul din 2011, populația satului Osenoveț era de 401 locuitori. Din punct de vedere etnic, majoritatea locuitorilor (82,79%) erau turci, cu o minoritate de bulgari (3,24%). Pentru 13,96% din locuitori nu este cunoscută apartenența etnică.